# Belawalakoppa, Badami
Belawalakoppa là một làng thuộc tehsil Badami, huyện Bagalkot, bang Karnataka, Ấn Độ.